# 自然改造大计划
自然改造大计划（俄语：Ста́линский план преобразова́ния приро́ды），或称斯大林的自然改造计划，是一个苏联的生態工程，目的是在苏联进行土地开发、农业实践及水利工程以发展农业。其中水利部分則被稱作「共產主義的偉大建設」而在蘇聯內部宣傳。

## 背景
1924年因为大旱灾，斯大林提出要与旱灾做决定性的斗争，进行大范围的植树造林。1931年，苏联召开全联盟抗旱会议，苏共中央发表了关于广泛种植农田防护林带的决议；斯大林责成苏联农业委员会在国营农场和集体农庄营造局部防护林，建立森林培育区。1932年和1936年分别建立了4万公顷和35万公顷的森林试验培育区。1934年苏共十七大，斯大林再次强调在伏尔加河东岸营造防护林带的巨大意义。1935年苏联农业委员会组织专家总结了森林试验培育区的评估报告，得出小麦增产一倍，豆类增产40%的数据。1936年成立苏联人民委员会直属的“森林保护与造林总局”负责大草原防护林带建设事宜，出版机关刊物《为森林辩护》。1938年苏联作出了“关于保证苏联东南部干旱区年年丰收的措施”的决议。但第二次世界大战迫使苏联东南大草原防护林带的建设计划停止。1945年至1946年苏联发生全国性特大旱灾，造成1946年餓死百萬人的飢荒。1947年虽然粮食生产有所好转，但仍未恢复到战前水平。1947年为了防护林计划成立了“国家林业委员会”，1947年11月1日提交在南俄的库尔斯克、奥廖尔、坦波夫、沃罗涅日等州的国营农场和集体农庄建设防护林带的计划，得到苏联部长会议批准。1948年5月乌克兰提交了营造40万公顷防护林的计划，也得到了批准。1948年春、夏，在伏尔加河下游的萨拉托夫两次召开大型专家研讨会，研究在伏尔加河东岸的半干旱草原营造防护林带的可能性和工程计划。1948年11月10日，苏联部长会议、苏联最高苏维埃主席团通过了斯大林提出的“大草原防护林带工程”，后来被宣称称作“伟大的斯大林改造大自然工程”，计划在15年间营造570万公顷防护林带，完全阻遏中亚沙漠的干热风沙对苏联东南大草原的侵袭，并配套建设大量的中小水利工程。并成立了“防护林带现场保护造林管理局”。

## 過程
20世纪40年代后半期由斯大林提出計畫，在苏联宣传用语当中，该计划通称为“自然大改造”（俄语：Великое преобразование природы），其內容則主要是在1949至1965年左右，其沿著境內的主要幾條河流和平原地區，種植了類似防風林的森林，最終設置寬約百米、長幾千米的綠色人工林帶橫跨整個蘇聯，其執行結果倒是有得到防止沙漠化的效果，調節了地力和水源，解決了蘇聯糧產不足的問題，作物、蛋肉的供應量，儘管有些爭議，也因水的供應增加獲得了20%到100%不等的提升。为此，肖斯塔科维奇创作了大型清唱剧《森林之歌》，1949年11月15日由著名指挥家穆拉文斯基指挥在列宁格勒首演。1950年《森林之歌》获斯大林奖金一等奖。

## 结局和评价
1953年斯大林的死去而人亡政息，“国家林业委员会”及下属各基层单位撤销。至此，苏联已经在四年内营造了防护林287万公顷，保存下来184万公顷。事實上，與後來的世界各地的造林計畫相比，其生態效能並非工程主題，因為當時主事生產的官方，仍是以輔助農業增產為主的思路，且綠化總體方案粗糙，尚有些不完美之處，變成讓這個有缺陷的計畫，因為意義不大而草草完事，不過一些探討種樹的研究方案則被後人所用，此後蘇聯解體後，許多地方因為各種需要被重新開發，原有的人工林區被砍伐，但如今在冬季時能稍微有保持水土的功效。
1966年，苏联再次捡起大规模营造防护林带。至戈尔巴乔夫上任前，已经营造国家防护林带1.15万km、13.3万公顷；营造防护林带550万公顷，其中农田防护林180万公顷，保护着4000万公顷农田和360座牧场。